# Meine Kuh will auch Spaß haben
Meine Kuh will auch Spaß haben (schwedisch Min ko vill ha roligt) ist ein Buch von Astrid Lindgren und Kristina Forslund.

## Inhalt
Am 3. Mai 1985 schreibt Astrid Lindgren einen Artikel im Magazin Dagens Nyheter. In diesem kritisiert sie die Entwicklung der sogenannten Kuhtrainer, die die Kühe mithilfe von elektrischen Schlägen dazu bewegen sollen ihren Kuhfladen in der Jaucherinne abzulegen. Daneben findet sie es nicht richtig, dass die Kühe oft nicht mehr draußen grasen dürfen, sondern eingesperrt werden.
Daraufhin erhält Astrid Lindgren einen Brief von Kristina Forslund, einer Tierärztin und Dozentin an der Tierärztlichen Hochschule. Diese bittet Lindgren darum ihr bei einer Aufklärungskampagne zu helfen, die sich für eine bessere Tierhaltung in Schweden einsetzen soll. Forslund steht zu diesem Zeitpunkt kurz davor, ihre Karriere als Tierärztin aufzugeben. Sie hat es satt Antibiotika und Medikamente an Tiere zu verschreiben, deren eigentliches Problem die nicht artgerechte Tierhaltung ist. Die einzige Möglichkeit, die Forslund sieht, um ihre Tätigkeit weiterzuführen ist eine Veränderung der Dinge, die ihrer Meinung nach falsch laufen. Es folgt eine Zusammenarbeit der beiden, in der Astrid Lindgren ihre journalistischen Fähigkeiten einbringt und Forslund ihre Fachkenntnisse. Von nun an schreiben und veröffentlichen die beiden Artikel in dem schwedischen Magazin Expressen. Diese Artikel widmen sich mit dem Leid der Tiere und der Gewinnmaximierung. In den Artikeln kritisieren Lindgren und Forslund hauptsächlich die Landwirtschaftspolitik, die Industrialisierung der Landwirtschaft und weniger die Bauern, die laut den Autorinnen auch wollen, dass es den Tieren gut geht.

## Hintergrund
Das Buch enthält sowohl Artikel, die Astrid Lindgren und Kristina Forslund für Zeitungen schrieben, als auch persönliche Briefe, in denen die Autoren den Umgang mit den Tieren in der Massentierhaltung kritisieren.

## Veröffentlichungen
Nach der Veröffentlichung der Artikel in der schwedischen Zeitung Expressen stellten Lindgren und Forslund die Artikel in chronologischer Reihenfolge zusammen. Hinter jedem Artikel wurde ein Kommentar dazu geschrieben, was nach dessen Veröffentlichung geschah. Außerdem schreiben die Autorinnen, wie es zu ihrer Zusammenarbeit kam und wie sie zu der Veränderung des Tierschutzgesetzes stehen. 1990 wurde das Buch in Schweden erstveröffentlicht. Übersetzt wurde es auf Deutsch, Holländisch und in Teilen auf Englisch. Für die deutsche Übersetzung war Anna-Liese Kornitzky zuständig.
Ein Teil des Buches wurde 1996 auch als Nachwort des Buches Mein Bauernhof von Peter Weber und Katharina Lausche veröffentlicht.

## Auswirkungen der Texte
Die Veröffentlichung der Texte führte in Schweden zu einem neuen Tierschutzgesetz. Dieses wurde Astrid Lindgren zu ihrem 80. Geburtstag „geschenkt“ und Lex Lindgren genannt. Zu dieser Zeit war es das strengste Tierschutzgesetz der Welt.
Dies sind die wichtigsten Dinge, die dem Gesetz hinzugefügt wurden:
- §2 Tiere sollten gut behandelt werden und vor unnötigem Leiden und Krankheiten geschützt werden.
- §4 Tiere müssen in einer guten Tierumgebung gehalten und gepflegt werden, so dass dies ihre Gesundheit fördert und ihnen ein natürliches Verhalten ermöglicht.
- §13 Wenn Tiere zum Schlachten gebracht und geschlachtet werden, müssen sie von unnötigen Beschwerden und Leiden verschont bleiben.[7]

Drei Jahre hatten Forslund und Lindgren für das neue Gesetz gekämpft. Jedoch waren sie nicht damit zufrieden; zwar hatte sich ein wenig für manche Tiere verbessert, aber nicht genug und in den meisten Bereichen gab es gar keine Verbesserung. Beispielsweise wurde das Weiderecht nur Zuchttieren gewährt, nicht Masttieren. Die Größe des Hühnerkäfigs wurde erst viel später erhöht und die Schlachtvorschriften wurden zu vage gehalten.

## Rezeption
„Das von Anna-Liese Kornitzky aus dem Schwedischen übersetzte „Meine Kuh will auch Spaß haben“ ist ein sympathisches Plädoyer gegen die Massentierhaltung, dass auch dreißig Jahre nach seiner Entstehung Jugendlichen Mut machen kann, sich für dieses nach wie vor wichtige Thema zu engagieren.“

„Ich kann das Buch sehr empfehlen, da es das Thema kindgerecht verpackt aber trotzdem nichts verherrlicht oder beschönigt!“